# 1,3,4,6,7,8-Hexahydro-4,6,6,7,8,8-hexamethyl-cyclopenta(g)-2-benzopyran
1,3,4,6,7,8-Hexahydro-4,6,6,7,8,8-hexamethyl-cyclopenta[g]-2-benzopyran ist ein Gemisch mehrerer chemischer Verbindungen, das zu den polycyclischen Moschusverbindungen zählt und als Duftstoff Verwendung findet.
Die Abkürzung HHCB wird einerseits für den Stoff selbst verwendet oder andererseits für Stoffgemische, die aus mehreren polycyclischen Moschus-Verbindungen bestehen und deren Hauptbestandteil 1,3,4,6,7,8-Hexahydro-4,6,6,7,8,8-hexamethyl-cyclopenta[g]-2-benzopyran ist.

## Zusammensetzung
Für HHCB als Stoffgemisch wurde folgende Zusammensetzung beschrieben:
- 1,3,4,6,7,8-Hexahydro-4,6,6,7,8,8-hexamethyl-cyclopenta[g]-2-benzopyran (74–76 %, also Hauptkomponente)
- 1,3,4,6,7,8-Hexahydro-4,6,8,8-tetramethyl-6-ethyl-cyclopenta[g]-2-benzopyran oder
- 1,3,4,6,7,8-Hexahydro-4,6,6,8-tetramethyl-8-ethyl-cyclopenta[g]-2-benzopyran (zusammen 6–10 %)
- 1,3,4,7,8,9-Hexahydro-4,7,7,8,9,9-hexamethyl-cyclopenta[h]-2-benzopyran (5–8 %)
- 1,2,4,7,8,9-Hexahydro-1,7,7,8,9,9-hexamethyl-cyclopenta[f]-2-benzopyran (6–8 %)

Stereoisomere der Hauptkomponente 1,3,4,6,7,8-Hexahydro-4,6,6,7,8,8-hexamethyl-cyclopenta[g]-2-benzopyran
Die Hauptkomponente (74–76 %) enthält zwei Stereozentren in der 4- und 7-Position, es gibt also vier Stereoisomere, die (4S,7R)-Form, die (4R,7S)-Form, die (4R,7R)-Form und die (4S,7S)-Form mit der Summenformel C18H26O:

(4S,7R)-Form
(4R,7S)-Form
(4R,7R)-Form
(4S,7S)-Form

Studien haben gezeigt, dass die  (4S,7R)-Form und die (4S,7S)-Form der Hauptkomponente für die Moschus-Geruchsnote entscheidend sind, mit sehr niedrigen Geruchsschwellen von 1 ng/l oder weniger.
Die drei Nebenkomponenten mit je 5–10 % – zusammen 24–26 % – enthalten jeweils ebenfalls Stereozentren, sind also selbst wiederum komplexe Stoffgemische.

## Verwendung
HHCB wird als Duftstoff in Wasch- und Reinigungsmitteln sowie in Kosmetikprodukten eingesetzt. Neben HHCB zählt AHTN (7-Acetyl-1,1,3,4,4,6-hexamethyltetralin) zu den mengenmäßig bedeutendsten Vertretern der polycyclischen Moschus-Verbindungen, deren Verbrauch in der EU und den USA jährlich bei über 1000 Tonnen liegt.

## Risikobewertung
1,3,4,6,7,8-Hexahydro-4,6,6,7,8,8-hexamethyl-cyclopenta[g]-2-benzopyran wurde 2022 von der EU gemäß der Verordnung (EG) Nr. 1907/2006 (REACH) im Rahmen der Stoffbewertung in den fortlaufenden Aktionsplan der Gemeinschaft (CoRAP) aufgenommen. Hierbei werden die Auswirkungen des Stoffs auf die menschliche Gesundheit bzw. die Umwelt neu bewertet und ggf. Folgemaßnahmen eingeleitet. Ursächlich für die Aufnahme von 1,3,4,6,7,8-Hexahydro-4,6,6,7,8,8-hexamethyl-cyclopenta[g]-2-benzopyran waren die Besorgnisse bezüglich Verbraucherverwendung und Umweltexposition sowie der Gefahren ausgehend von einer möglichen Zuordnung zur Gruppe der PBT-/vPvB-Stoffen und als potentieller endokriner Disruptor. Die Neubewertung läuft seit 2022 und wird von Frankreich durchgeführt.
Galaxolid ist bioakkumulierend. Zudem zeigt Galaxolid endokrine Eigenschaften und es liegen Hinweise auf dessen Persistenz vor.